# Vilhelm Otto Douglas
Vilhelm Otto Douglas, född 26 februari 1721 i Vologda, död 14 september 1776 i Vreta Klosters församling, Östergötlands län, var en svensk greve och militär.

## Biografi
Vilhelm Otto Douglas föddes 1721 i Vologda. Han var son till generalmajoren, greve Vilhelm Douglas och Maria Houtman van Bouchshorn. Douglas blev 31 oktober 1733 student vid Uppsala universitet, 5 november 1735 sergeant vid Livdragonregementet, 29 februari 1740 korpral vid Livregementet till häst, 30 maj 1744 kornett och 8 december 1747 löjtnant. Han deltog 1757 som regementskvartermästare i fälttåget i Pommern och blev 30 maj 1758 stabsryttmästare. Douglas blev 4 maj 1759 ryttmästares indelning och utnämndes 28 april 1759 till riddare av Svärdsorden. Han tog avsked 29 november 1761 och blev 23 november 1761 kammarherre, samt fick 20 januari 1767 hovmarskalks Namn, heder och värdighet. Douglas avled 1776 på Stjärnorps slott.

### Familj
Douglas gifte sig 26 september 1749 på Hjulsta i Enköpings-Näs socken med grevinnan Eleonora Lovisa Sofia Dohna (1726–1797), dotter till generalmajoren, greve Carl August Dohna och friherrinnan Hedvig Ulrika Christina Soop af Limingo. De fick tillsammans barnen Hedvig Maria Vilhelmina Douglas (1750–1752), lagmannen Robert Delphicus Douglas (1751–1810), Beata Lovisa Douglas (1752–1760), Vilhelmina Douglas (1753–1839) som var gift med kaptenen Johan Daniel Ehrenborg, överstelöjtnanten Carl Vilhelm Douglas (1754–1822), Ulrika Eleonora Douglas (1756–1760), Gustaf Douglas (1757–1757), överadjutanten Gustaf Otto Douglas (1759–1830) och Johan Fredrik Douglas (1761–1762).